# Chacas
Chacas ou San Martín de Chacas (Quechua ancashino: Chagash) é a capital da Província de Asunción, situada na zona centro-oriental do Departamento de Ancash, pertencente a Região de Ancash, no Peru. Fundada como San Martín I Papa de Chacas ou San Martín de Chacas, conta com um núcleo urbano de 2082 habitantes, localizado em uma altitude média de 3.359 m. O distrito homônimo, com uma população de 5.563 habitantes, está situado na sub-bacia esquerda do rio Marañón e se estende ao longo de 447,69 km², o que representa 85% do território provincial. 